# Żelechów Mały
Żelechów Mały lub Duszny Kąt – obecnie część Żelechowa Wielkiego (ukr. Великосілки), wsi w obwodzie lwowskim, w rejonie kamioneckim na Ukrainie.
W II Rzeczypospolitej gmina wiejska. Od 1 sierpnia 1934, w ramach reformy scaleniowej stała się częścią gminy Żelechów Wielki w powiecie kamioneckim.

## Położenie
Według Słownika geograficznego Królestwa Polskiego i innych krajów słowiańskich Żelechów Mały to: „wieś w powiecie Kamionka Strumiłowa, położona 14 km na południowy wschód od Kamionki Strumiłowej”.